# Гран-прі Львова 1931
Гран-прі Львова 1931 — друге Гран-прі Львова, організоване Автомобільним клубом «Малопольська», що відбулося 7 червня 1931 року.

## Перегони
| Поз.                                                | № | Пілот             | Автомобіль        | Кола | Час/Відставання | Старт |
| --------------------------------------------------- | - | ----------------- | ----------------- | ---- | --------------- | ----- |
| 1                                                   | 1 | Ганс Штук         | Mercedes-Benz SSK | 50   | 1:56,45         | ?     |
| 2                                                   | 2 | Макс Гардеґґ      | Bugatti T35C      | 50   | 1:58,56         | ?     |
| 3                                                   | 4 | Станіслав Холуй   | Bugatti T37A      | 50   | 2:03,45         | ?     |
| Некласифіковані                                     |   |                   |                   |      |                 |       |
| Схід                                                | 5 | Губерт Захаель    | Bugatti T35C      | ?    | аварія          | ?     |
| Схід                                                | 6 | Ян Ріппер         | Bugatti T43       | ?    | аварія          | ?     |
| Схід                                                | 3 | Чарлі Єллен       | Bugatti T35B      | ?    | аварія          | ?     |
| НС                                                  | 7 | Адольф Щиржицький | Wikov 7/28        | ?    |                 |       |
| Найшвидше коло: Ганс Штук (2:10,400; 84.462 км/год) |   |                   |                   |      |                 |       |
| Джерело:                                            |   |                   |                   |      |                 |       |